# Визи, Мария Генриховна
Мари́я Ге́нриховна Ви́зи (в замужестве Мария Генриховна Туркова) (17 января 1904, Нью-Йорк, США — 18 октября 1994, Сан-Франциско, США) — русскоязычный и англоязычный поэт русской эмиграции первой волны в Китае. После переезда в США (конец 1930-х гг.) является также американским поэтом.

## Биография
Родилась 17 января 1904 в Нью-Йорке.
Отец — Генри Кастис Визи (англ. Henry Custis Vezey), гражданин США, предки которого в начале XVI века переселились из Англии в США, где породнились с американской семьей Кастис, с первым президентом США Джорджем Вашингтоном, с вождем конфедератов во время гражданской войны в США генералом Ли. В конце XIX (начале XX) века Генри Визи приехал в Россию на службу в американском посольстве в Санкт-Петербурге, где был редактором-издателем газеты «Russian Daily News» (Русские ежедневные новости) на английском языке. В Петербурге женился на русской, Марии Платоновне Травлинской (1874, Стрельня — 1950, Сан-Франциско), внучке протоиерея Исаакиевского собора. У них двое детей: Владимир (190?) и Мария (1904). В семье говорили на нескольких языках, и с детства Мария была двуязычной (если не трехъязычной — так как хорошо знала и французский язык).
В 1918 в связи с революцией и невозможностью издавать газету Генри Визи получил перевод в американское консульство в Харбине, куда было перенесено и издание газеты, которая через некоторое время стала называться «Harbin Daily News» (Харбинские ежедневные новости); в начале 1930-х гг. в газете стали появляться приложения на русском языке — как, например, литературное приложение «Молодая Чураевка» (вариант — «Молодая Чураевка ХСМЛ»), создаваемое участниками литературного объединения «Чураевка».
В Харбине Мария Визи продолжила образование, закончила женское училище Харбинских коммерческих училищ КВЖД. Затем в 1921 (1922) поступила в Американскую школу (North China American School) при Американской пресвитерианской миссии в Тунчжоу (в то время отдельный город, сейчас входит в состав Пекина). В 1924 поехала учиться в США, в колледж Помона в городе Клермонт (Калифорния), шт. Калифорния, там была принята в престижный литературный кружок «Scribblers» и печаталась в студенческом журнале «Manuscript».
По возвращении из США работает в газете отца и различных компаниях, где требуется знание языков.
После оккупации Маньчжурии Японией (1932) газета «Harbin Daily News» была закрыта и семья Визи переехала в Шанхай, где Мария Визи одно время работала в страховой компании.
В конце 1930-х гг. семья Визи уехала в Сан-Франциско, где селились многие русские из Китая. Отец, серьёзно болевший уже в Шанхае, скончался в 1939, а мать в 1950; оба похоронены на Сербском кладбище в Сан-Франциско. В сентябре 1940 Мария Визи вышла замуж за харбинца Евгения Федоровича Туркова, выпускника Харбинского политехнического института; у них родилась дочь.
В США Мария Визи получила высшее образование. Работала в Калифорнийском университете.
Скончалась 18 октября 1994 в Сан-Франциско. Похоронена на Сербском кладбище в одной могиле с мужем, скончавшимся в 1981 году.

## Творчество
Поэтом мечтала стать с детства. Является не только русским поэтом Китая и США, но и американским поэтом: она не просто писала сперва на одном языке, а потом по ряду причин перешла на другой, как это делали некоторые литераторы в эмиграции; для неё и русский, и английский были родными и она жила в мире двух поэзий — русской и англоязычной, в частности американской. Самые ранние стихотворения, датированные 1910-ми гг., написаны на русском, но с 1920 года в её поэзии господствует русско-английское двуязычие, и к более многочисленным русским стихотворениям нередко даются эпиграфы или заглавия на английском.
После возвращения из США после учёбы в колледже Помона продолжает писать стихи. Посещает заседания поэтической студии объединения «Молодая Чураевка», но участия в работе самого объединения почти не принимает.
Первый сборник Марии Визи — «Стихотворения» — вышел в Харбине в 1929. Сборник необычен своей двуязычностью: 127 стихотворений на русском и 13 стихотворений на английском, причем два стихотворения в двух вариантах — русском и английском; а также 11 переводов русских стихотворений на английский и 8 переводов — с английского на русский. Разноязычные стихотворения и переводы помещены не раздельно, а перемежают друг друга. Сборник был хорошо встречен. В рецензии Арсений Несмелов назвал Марию Визи «художником, органически воспринявшем технику русского символизма». Другой харбинский поэт, Василий Логинов, заканчивал рецензию признанием, что «определенный поэтически-художественный вкус <…> видимо, воспитан <…> был такими безукоризненными мэтрами, как Блок и Гумилев, благословляющая длань которых простерта над всеми стихотворениями Визи.» Ни Несмелов, ни Логинов, не зная английского, никак не откликнулись на двуязычие сборника.
В конце 1920-х — начале 1930-х гг. работала над переводами русской эмигрантской поэзии, надеясь издать для англоязычных читателей сборник, куда вошли бы такие молодые поэты из парижской русской диаспоры, как Лазарь Кельберин (в то же время секретарь редакции парижского журнала «Числа»), Владимир Смоленский, Юрий Мандельштам и другие. Сборник издан не был.
Второй сборник — «Стихотворения II» — вышел в Шанхае в 1936 в издательстве В. П. Камкина и Х. В. Попова. Сборник заметно меньше первого — в нём всего 52 стихотворения на русском и ни одного на английском; нет и переводов. Большинство экземпляров сборника пропало в Шанхае. Автору было сообщено, что на складе издательства почти все экземпляры, по словам издателя Камкина, «крысы съели» во время начавшейся (1937) японо-китайской войны и японского нашествия на Шанхай.
В 1940-х гг. практически не печаталась. В начале 1950-х стихотворения публиковались в журнале «Дело», в ежегоднике «День русского ребенка», в журнале «Харбинские коммерческие училища Кит. Вост. жел. дор.». В последующие десятилетия изредка печаталась в газете «Русская жизнь» (Сан-Франциско), журналах «Возрождение» (Париж) и «Современник» (Торонто), в ежегоднике «День русского ребенка» (Сан-Франциско), в ежегоднике «Перекрестки». Восемь стихотворений вошли в антологию «Содружество».
Третий сборник — «Голубая трава» — вышел в 1973 в Сан-Франциско. Название сборника взято из открывающего его стихотворения «Острова»:
Говорят, что на свете остались еще острова,

которые нам, городским, еще могут сниться,

где высоко растет голубая, густая трава,

и качаясь на ветках поют золотые птицы.
В сборнике 47 стихотворений — только на русском; 16 взято из второго сборника (который, как сказано выше, почти целиком пропал в Шанхае), одно уже опубликовано в «Возрождении», ещё одно — и в «Возрождении», и в «Содружестве». Стихотворения не датированы — и лишь читатель, знакомый со вторым сборником, может сказать, что здесь является новым.
В 1970—1990-е гг. продолжала писать и по-русски, и по-английски, а также переводить, но печаталась мало. Летом 1985 г. совместно с Валерием Перелешиным начала работу над составлением антологии российских поэтов в Китае. Оба считали составление это антологии, предварительно названной «У доброго дракона», чрезвычайно важной работой. Вскоре болезнь Валерия Перелешина остановила даже косвенное его участие в работе и переписку; он скончался 7 ноября 1992 года. Антология так никогда и не вышла, хотя Мария Визи не оставляла работу над ней.

## Сочинения
- Стихотворения. — Харбин, 1929.
- Стихотворения II. — Шанхай, 1936.
- Голубая трава. — Сан-Франциско, 1973.